# Eumolpides

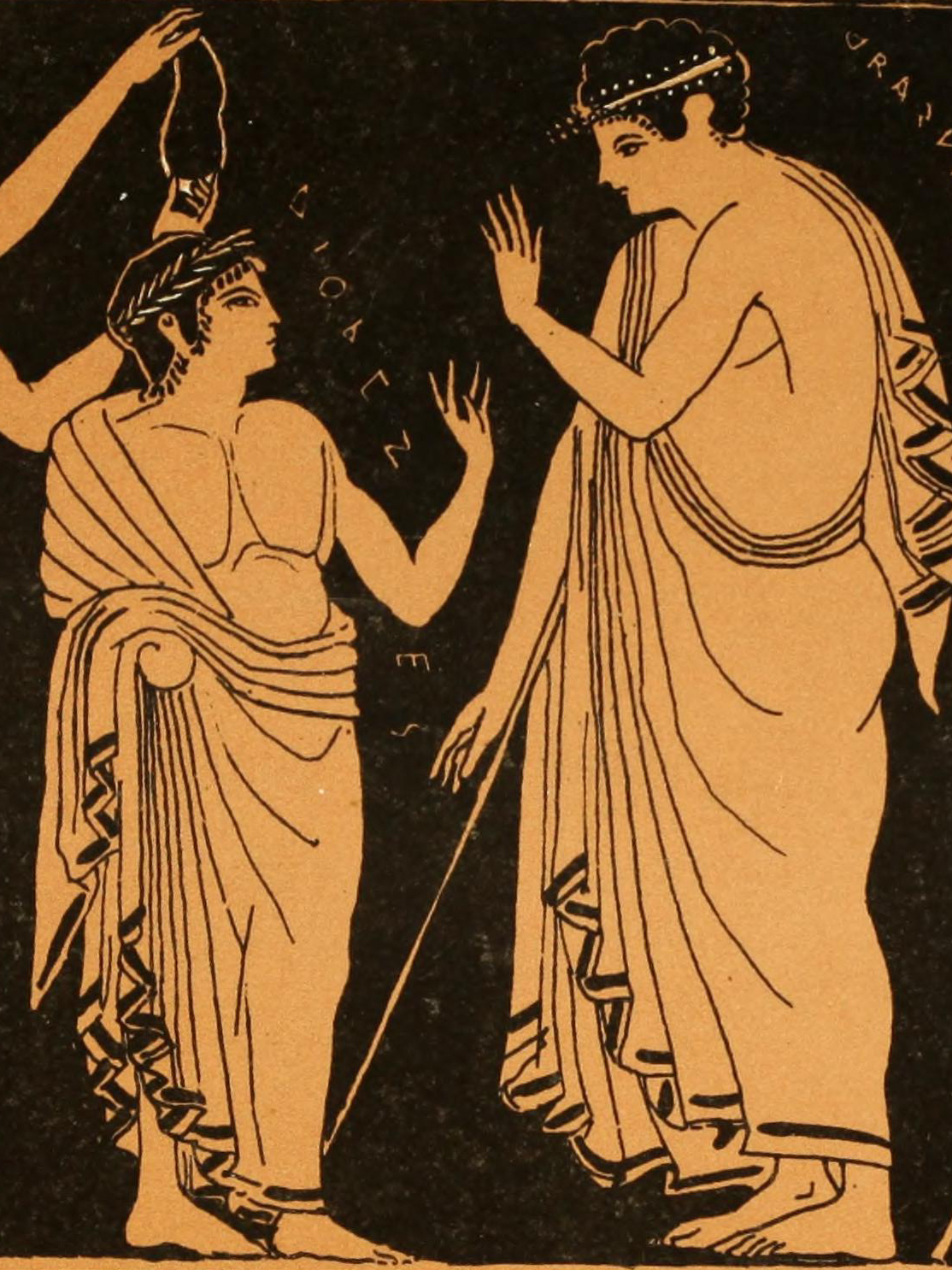
Prêtre des mystères d'Eleusis, Amphore.

Les Eumolpides sont une famille d'eupatrides aristocratique sacerdotale descendante d’Eumolpos, fils de Poséidon.

## Histoire
Déméter, est la patronne et protectrice des Eumolpides, dont ils sont prêtres, chargés des mystères d'Eleusis . Au Ve siècle av. J.-C., les familles des Philaïdes et des Alcméonides sont en concurrence avec les autres familles eupatrides de la cité, comme les Céryces ou les Eumolpides. Ces familles nouent parfois des alliances matrimoniales, mais elles se livrent également à de féroces luttes politiques pour le pouvoir et le prestige, luttes qui eurent une grande importance sur la vie et la carrière de Périclès. D’après Philochore, Musée d'Athènes est un Eumolpide, fils d'Eumolpos et Séléné. L’Hymne homérique à Déméter, qui retient seulement d'antiques légendes sur la formation du culte éleusinien, est la principale source de données sur les rituels. Les rituels des mystères étaient toujours accomplis par les prêtres de Déméter. Parmi les plus connus d'entre eux, on retrouve Céléos et son fils Triptolème, à qui Déméter avait donné la tâche d'enseigner l'agriculture et de semer le blé sur Terre. Ce prêtre avait aussi institué les Éleusinies, fêtes associées au culte. Parmi les autres premiers prêtres se trouvent Dioclès[Lequel ?], Eumolpos et Polyxène[Lequel ?].